# Love Your Body
Love Your Body – singel francuskiej piosenkarki Amandy Lear, wydany w 1983 roku.

## Ogólne informacje
Był to ostatni singel, jaki Amanda nagrała wspólnie ze swoim długoletnim partnerem muzycznym, Anthonym Monnem. Stylistycznie „Love Your Body” to synthpopowy utwór utrzymany w tanecznym tempie, nawiązujący w tekście do aerobiku, który na początku lat 80. cieszył się dużą popularnością.
Na stronie B singla umieszczono taneczne nagranie „Darkness and Light”. Piosenki nie promowały żadnego albumu, dopiero w 2006 roku wydano je na kompilacji The Sphinx – Das beste aus den Jahren 1976–1983. Singel dotarł do 29. miejsca na liście przebojów w Belgii.

## Teledysk
Teledysk powstał przy użyciu techniki blue boxa i przedstawiał wokalistkę oraz jej tancerzy ćwiczących aerobik.

## Lista ścieżek
- 7" single[1]

1. „Love Your Body” – 4:26
2. „Darkness and Light” – 3:58

- 12" single[2]

1. „Love Your Body” – 6:00
2. „Darkness and Light” – 4:44

## Pozycje na listach
| Kraj   | Pozycja |
| ------ | ------- |
| Belgia | 29      |